# Prieuré de Saint-Lothain
Le château de Baume, dit prieuré de Saint-Lothain, est un ancien prieuré bénédictin en ruine, fondé au Ve siècle, par l'abbé Lautein (v. 448-518) à Saint-Lothain, près de Poligny, dans le Jura en Franche-Comté.

## Historique
Lautein nait à Autun vers 448, et devient moine de l'abbaye Saint-Symphorien d'Autun, à l'époque dans le royaume des Burgondes, avec pour maître spirituel, l'abbé Laurent.

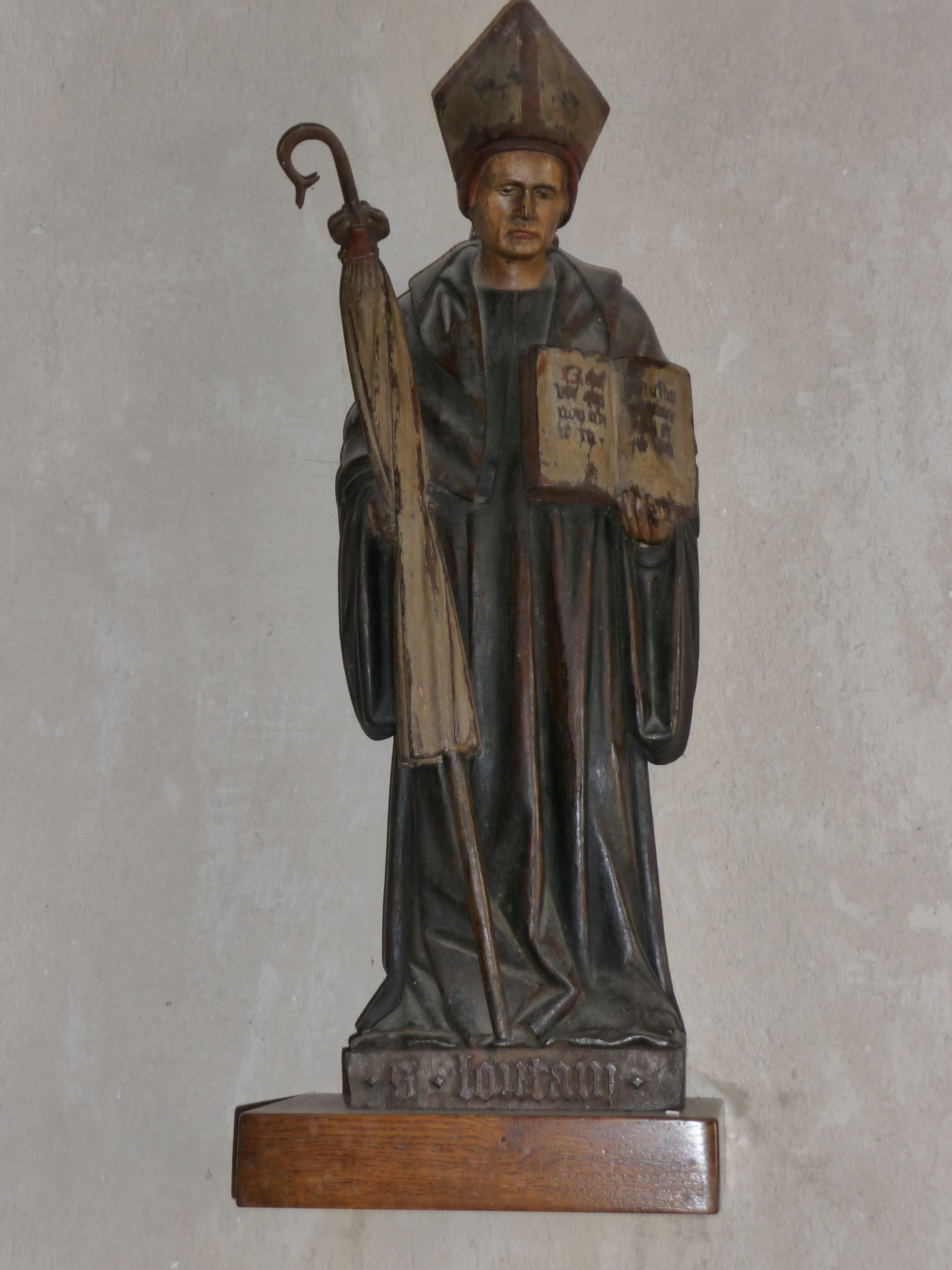
Lautein (v. 448-518).
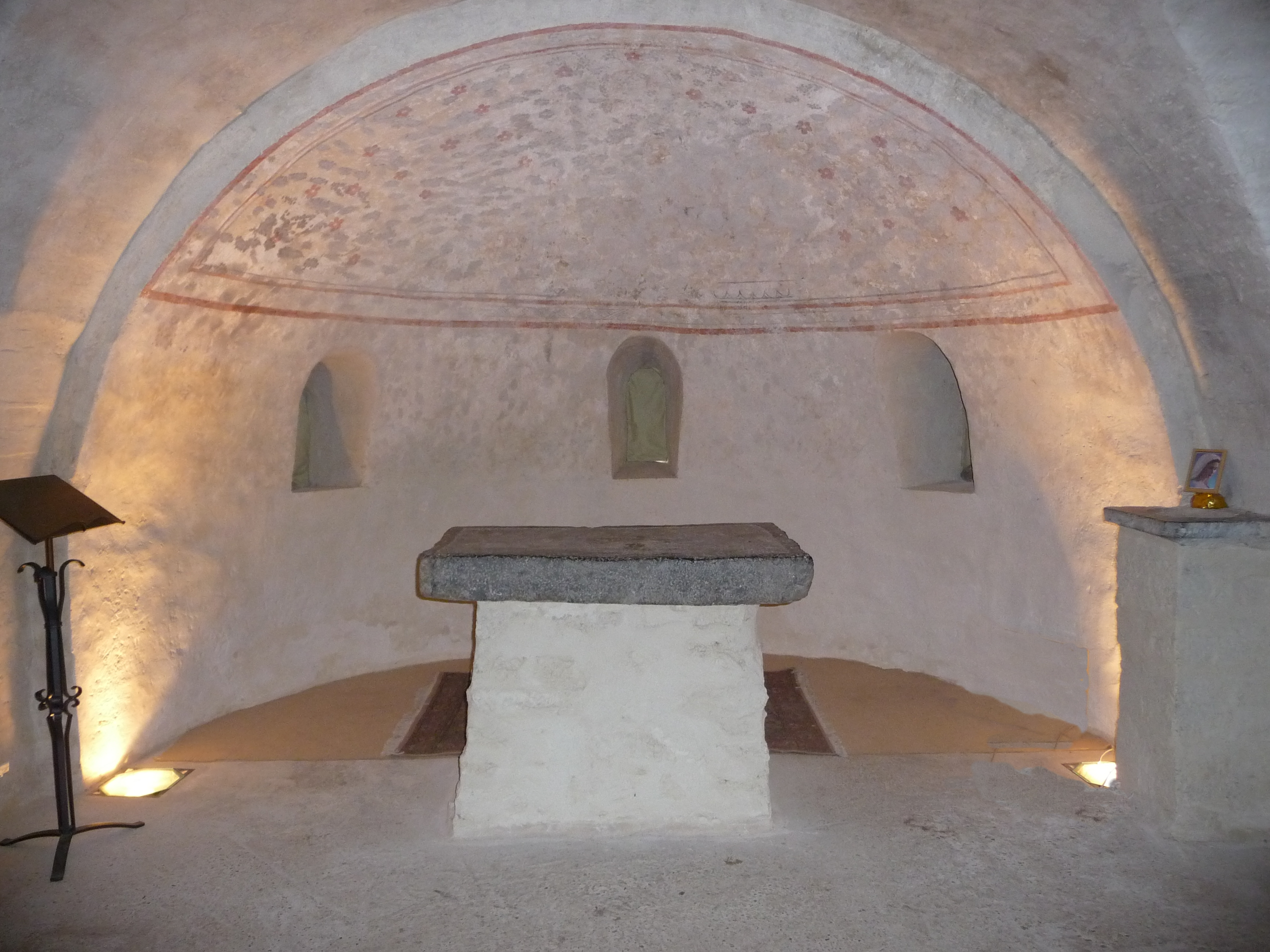
Autel de Lautein, crypte de l'église de Saint-Lothain.
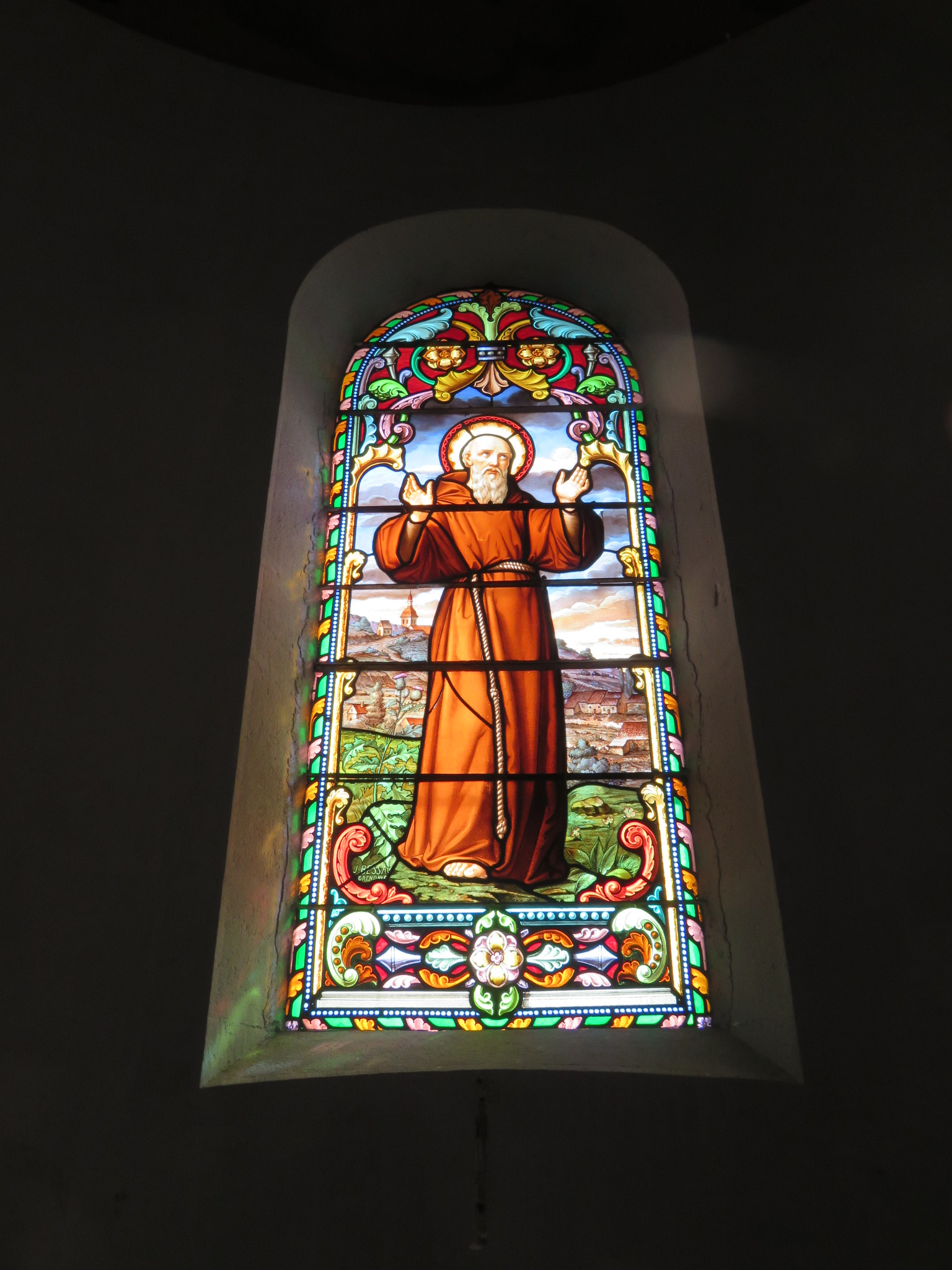
Lautein.

Il obtient la permission de ses supérieurs de partir vivre en ermite dans le village de Saint-Lothain (village d'origine celte Séquanes, alors baptisé Silèze ou Salèce, à 7 km de Poligny et 22 km de Lons-le-Saunier, en Sapaudie (du royaume des Burgondes). Le village a été détruit par les invasions barbares des Huns et peuples germaniques sur la Gaule romaine/Empire romain entre le IVe siècle et le VIe siècle ...

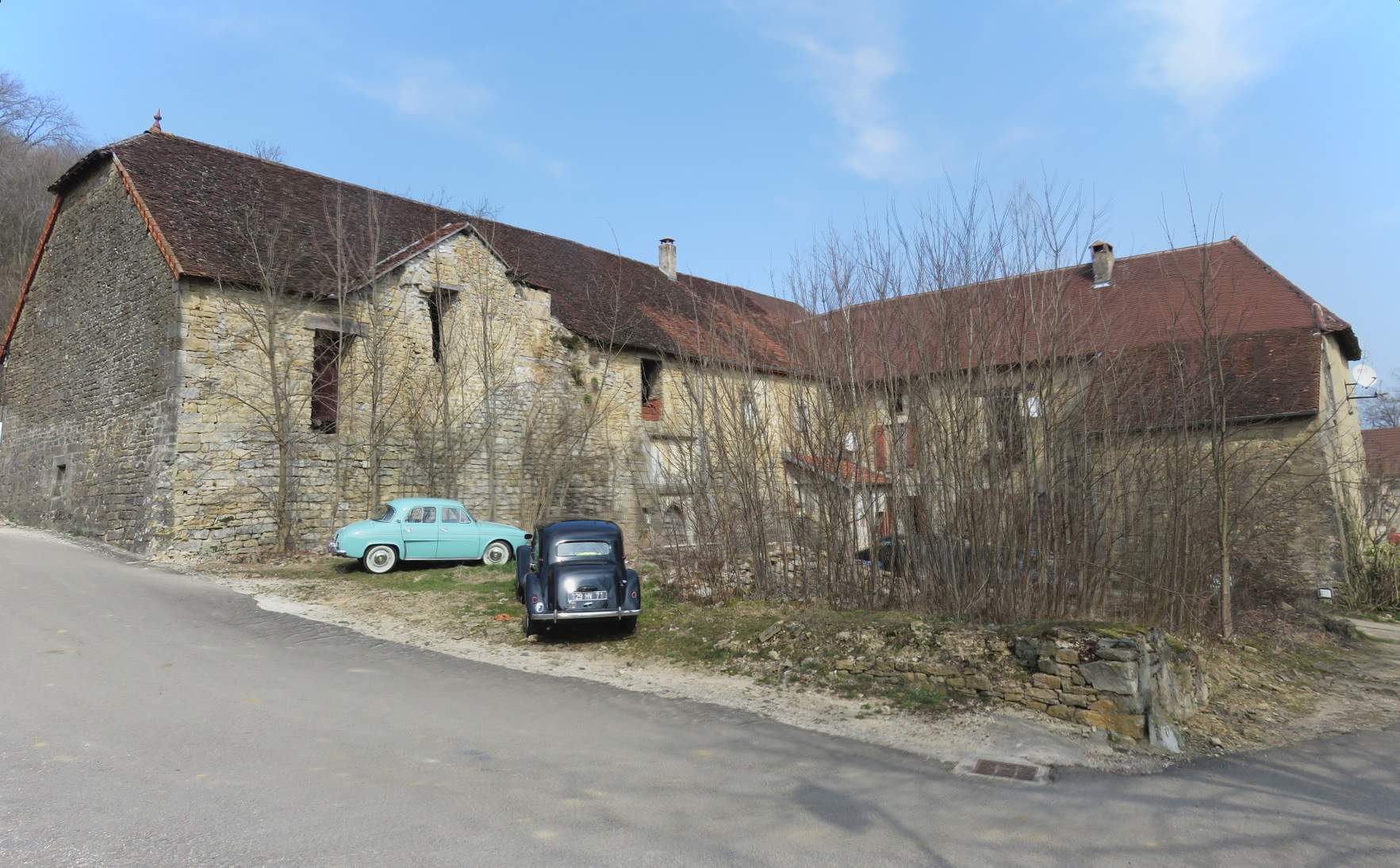
Quelques vestiges du prieuré.
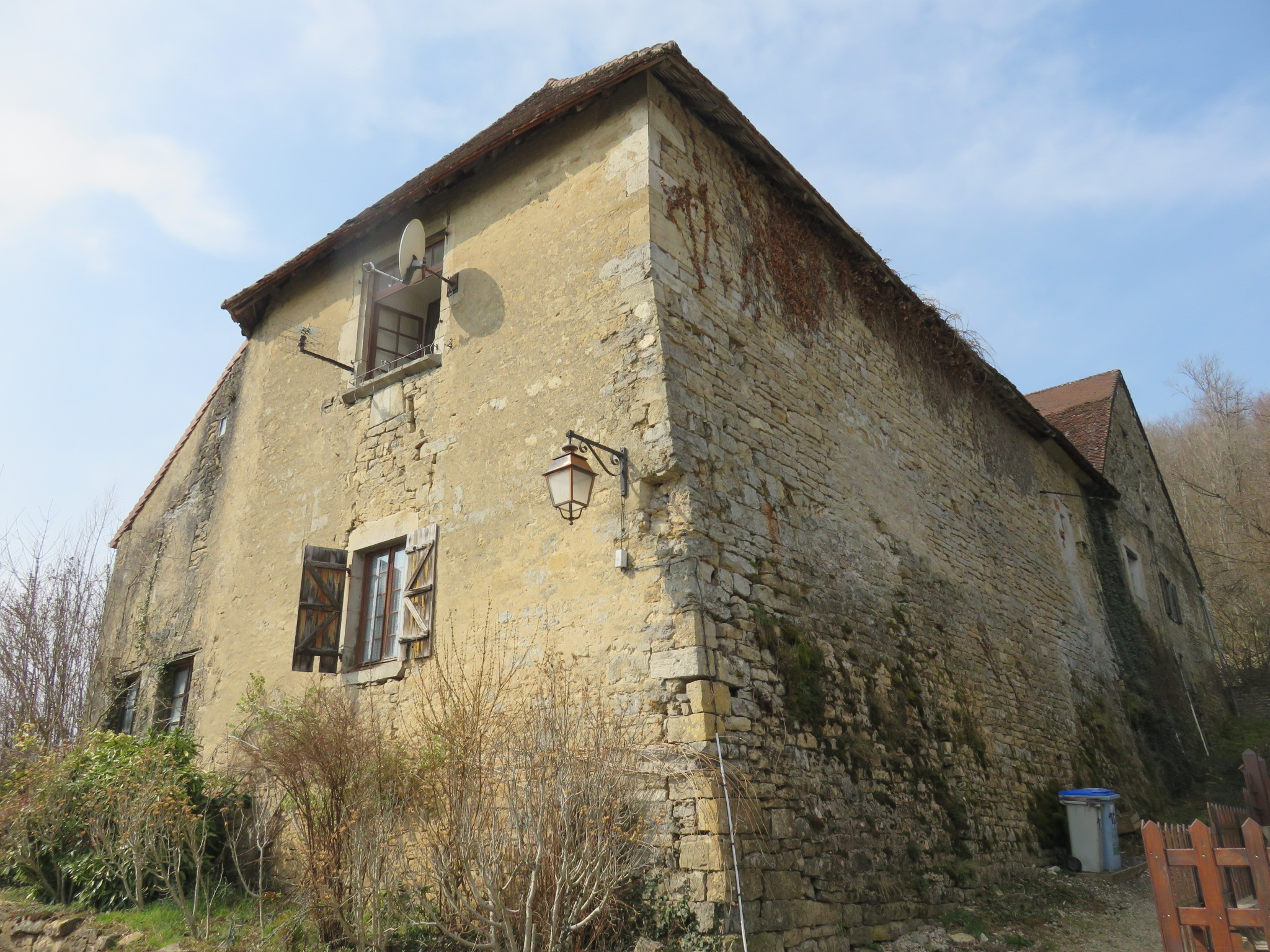
Vestiges du prieuré.

Il s'installe et vie dans la vertu, l’austérité et la pénitence, dans les bois du sommet du village, à l'emplacement d'un ancien temple et cimetière païen (expansion du christianisme du Ve siècle au XVe siècle). Il est rapidement rejoint par de nombreux adeptes et fonde ce prieuré en 480, sur l'emplacement de l'actuelle église de Saint-Lothain, sous le vocable de Saint-Martin, avec jusqu’à soixante dix moines d'effectif.

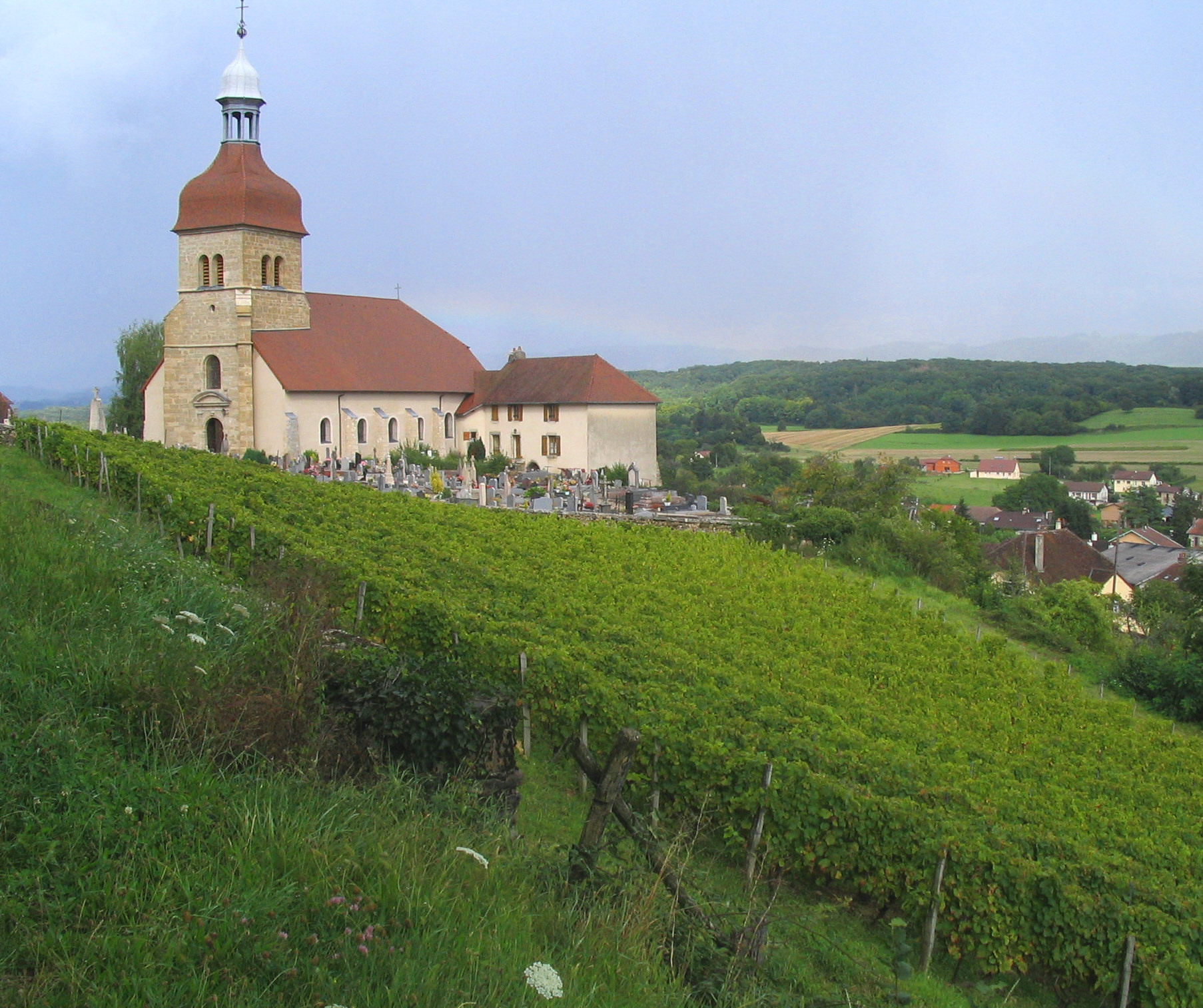
Église de Saint-Lothain.
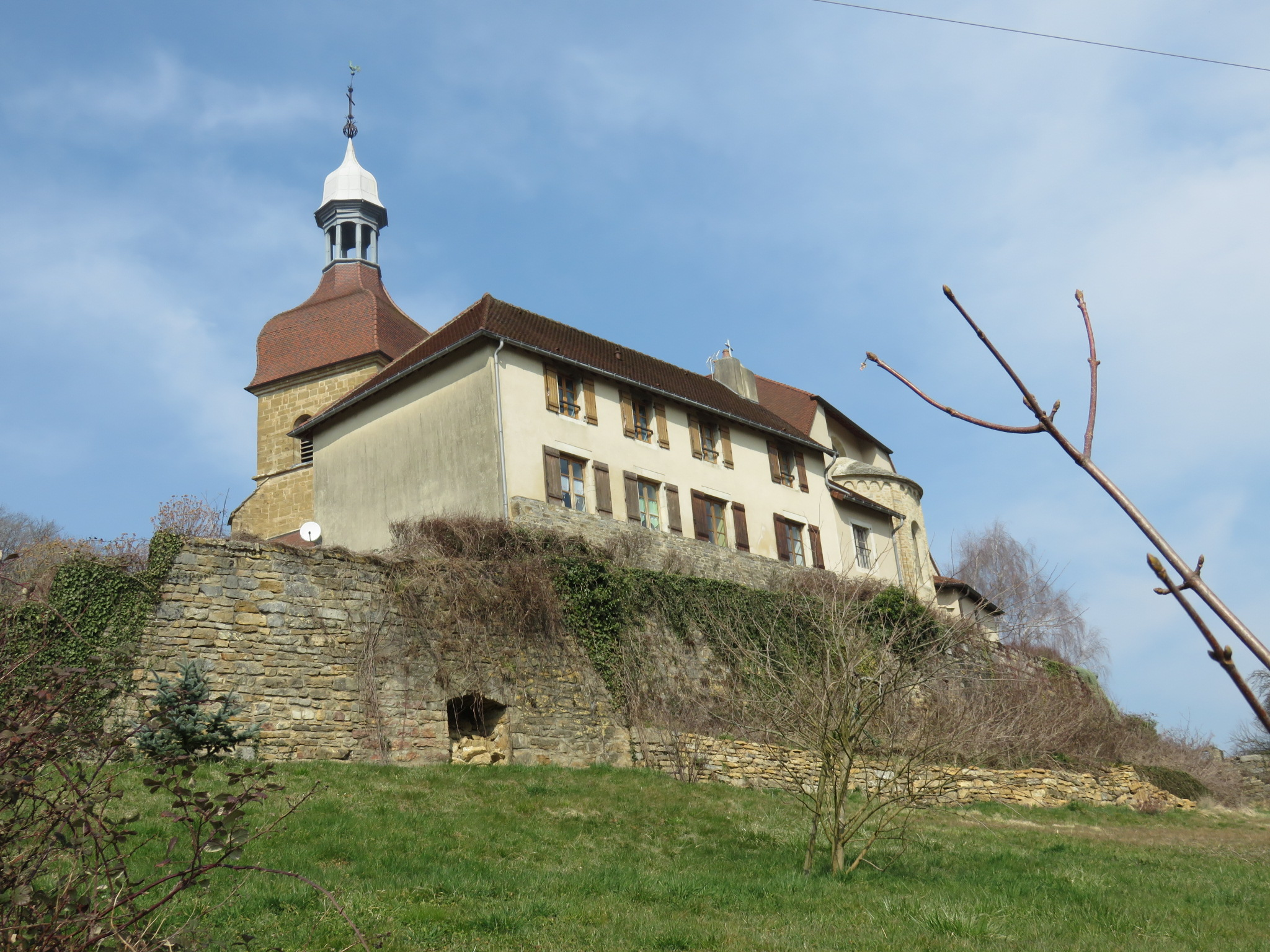
Église et logis prieural.

Devenus trop nombreux à Silèze, il fonde rapidement un second prieuré dédié à saint Symphorien d'Autun, dans le village de Maximiacus (ou Maximiac, actuel Buvilly, ou au lieu-dit le Carillot, à 10 km au nord-ouest), pour y établir une communauté de 40 moines supplémentaires.
Vers 888, les deux monastères sont ruinés par les invasions vikings en France. Le prieuré de Saint-Lothain (à défaut de celui de Buvilly) est rétabli par saint Bernon, abbé de l'abbaye Saint-Pierre de Baume-les-Messieurs (à 20 km au sud), fondateur de nombreuses abbayes dont l'abbaye Saint-Pierre de Gigny en 890, et l'abbaye de Cluny vers 910. Le monastère adopte alors la règle bénédictine, et dépend de l'abbaye de Baume-les-Messieurs, puis de l'abbaye de Cluny et de l'ordre de Cluny, elle-même directement dépendante des papes du Vatican.
En 1791, pendant la Révolution française, la maison prieurale et le domaine sont vendus comme bien national. Quelques bâtiments privés en mauvais état de restauration subsistent ainsi que quelque traces d'autres anciens bâtiments d'époque. Il ne reste aucune trace connue du prieuré de Buvilly. D'importantes caves à vin voûtées subsistantes sous le prieuré, démontrent que les moines ont exploité historiquement le vignoble du Jura.
L'actuelle crypte de l'église (où sont conservés l'autel, le sarcophage mérovingiens et les reliques de Lautein) et la maison prieurale (reconvertie en logements privés) datent du IXe siècle. L'actuelle église de Saint-Lothain de style roman date du Xe siècle.

### Articles liés
- Église de Saint-Lothain